# Evens Prophète
Evens Prophète (Port-au-Prince, 6 gennaio 1980) è un ex calciatore haitiano, di ruolo centrocampista.

## Carriera

### Nazionale
Ha debuttato in Nazionale il 23 giugno 2009, nell'amichevole Haiti-Martinica (0-0). Ha partecipato, con la Nazionale, alla Gold Cup 2009. Ha collezionato in totale, con la maglia della Nazionale, 2 presenze.

## Statistiche

### Cronologia presenze e reti in Nazionale
| Cronologia completa delle presenze e delle reti in nazionale ― Haiti | Cronologia completa delle presenze e delle reti in nazionale ― Haiti | Cronologia completa delle presenze e delle reti in nazionale ― Haiti | Cronologia completa delle presenze e delle reti in nazionale ― Haiti | Cronologia completa delle presenze e delle reti in nazionale ― Haiti | Cronologia completa delle presenze e delle reti in nazionale ― Haiti | Cronologia completa delle presenze e delle reti in nazionale ― Haiti | Cronologia completa delle presenze e delle reti in nazionale ― Haiti |
| Data                                                                 | Città                                                                | In casa                                                              | Risultato                                                            | Ospiti                                                               | Competizione                                                         | Reti                                                                 | Note                                                                 |
| -------------------------------------------------------------------- | -------------------------------------------------------------------- | -------------------------------------------------------------------- | -------------------------------------------------------------------- | -------------------------------------------------------------------- | -------------------------------------------------------------------- | -------------------------------------------------------------------- | -------------------------------------------------------------------- |
| 23-6-2009                                                            | Saint-Marc                                                           | Haiti                                                                | 0 – 0                                                                | Martinica                                                            | Amichevole                                                           | -                                                                    |                                                                      |
| 24-3-2010                                                            | Fort-de-France                                                       | Martinica                                                            | 0 – 0                                                                | Haiti                                                                | Amichevole                                                           | -                                                                    | 74’                                                                  |
| Totale                                                               |                                                                      | Presenze                                                             | 2                                                                    |                                                                      | Reti                                                                 | 0                                                                    |                                                                      |